# A US Open férfi egyes döntői
A US Open a négy Grand Slam-teniszbajnokság egyike. Az első versenyt 1881-ben rendezték meg.

## 1978– (Kemény borítás)
| Év   | Bajnok                | Ellenfél a döntőben   | Döntő eredménye               |
| 2024 | Jannik Sinner         | Taylor Fritz          | 6–3, 6–4, 7–5                 |
| 2023 | Novak Đoković         | Danyiil Medvegyev     | 6–3, 7–6(5), 6–3              |
| 2022 | Carlos Alcaraz        | Casper Ruud           | 6–4, 2–6, 7–6(1), 6–3         |
| 2021 | Danyiil Medvegyev     | Novak Đoković         | 6–4, 6–4, 6–4                 |
| 2020 | Dominic Thiem         | Alexander Zverev      | 2–6, 4–6, 6–4, 6–3, 7–6(6)    |
| 2019 | Rafael Nadal          | Danyiil Medvegyev     | 7–5, 6–3, 5–7, 4–6, 6–4       |
| 2018 | Novak Đoković         | Juan Martín del Potro | 6–3, 7–6(4), 6–3              |
| 2017 | Rafael Nadal          | Kevin Anderson        | 6–3, 6–3, 6–4                 |
| 2016 | Stanislas Wawrinka    | Novak Đoković         | 6–7(1), 6–4, 7–5, 6–3         |
| 2015 | Novak Đoković         | Roger Federer         | 6–4, 5–7, 6–4, 6–4            |
| 2014 | Marin Čilić           | Nisikori Kei          | 6–3, 6–3, 6–3                 |
| 2013 | Rafael Nadal          | Novak Đoković         | 6–2, 3–6, 6–4, 6–1            |
| 2012 | Andy Murray           | Novak Đoković         | 7–6(10), 7–5, 2–6, 3–6, 6–2   |
| 2011 | Novak Đoković         | Rafael Nadal          | 6–2, 6–4, 6–7(3), 6–1         |
| 2010 | Rafael Nadal          | Novak Đoković         | 6–4, 5–7, 6–4, 6–2            |
| 2009 | Juan Martín del Potro | Roger Federer         | 3–6, 7–6(5), 4–6, 7–6(4), 6–2 |
| 2008 | Roger Federer         | Andy Murray           | 6–2, 7–5, 6–2                 |
| 2007 | Roger Federer         | Novak Đoković         | 7–6(4), 7–6(2), 6–4           |
| 2006 | Roger Federer         | Andy Roddick          | 6–2, 4–6, 7–5, 6–1            |
| 2005 | Roger Federer         | Andre Agassi          | 6–3, 2–6, 7–6(1), 6–1         |
| 2004 | Roger Federer         | Lleyton Hewitt        | 6–0, 7–6(3), 6–0              |
| 2003 | Andy Roddick          | Juan Carlos Ferrero   | 6–3, 7–6(2), 6–3              |
| 2002 | Pete Sampras          | Andre Agassi          | 6–3, 6–4, 5–7, 6–4            |
| 2001 | Lleyton Hewitt        | Pete Sampras          | 7–6(4), 6–1, 6–1              |
| 2000 | Marat Szafin          | Pete Sampras          | 6–4, 6–3, 6–3                 |
| 1999 | Andre Agassi          | Todd Martin           | 6–4, 6–7(5), 6–7(2), 6–3, 6–2 |
| 1998 | Patrick Rafter        | Mark Philippoussis    | 6–3, 3–6, 6–2, 6–0            |
| 1997 | Patrick Rafter        | Greg Rusedski         | 6–3, 6–2, 4–6, 7–5            |
| 1996 | Pete Sampras          | Michael Chang         | 6–1, 6–4, 7–6(3)              |
| 1995 | Pete Sampras          | Andre Agassi          | 6–4, 6–3, 4–6, 7–5            |
| 1994 | Andre Agassi          | Michael Stich         | 6–1, 7–6(5), 7–5              |
| 1993 | Pete Sampras          | Cédric Pioline        | 6–4, 6–4, 6–3                 |
| 1992 | Stefan Edberg         | Pete Sampras          | 3–6, 6–4, 7–6(5), 6–2         |
| 1991 | Stefan Edberg         | Jim Courier           | 6–2, 6–4, 6–0                 |
| 1990 | Pete Sampras          | Andre Agassi          | 6–4, 6–3, 6–2                 |
| 1989 | Boris Becker          | Ivan Lendl            | 7–6, 1–6, 6–3, 7–6            |
| 1988 | Mats Wilander         | Ivan Lendl            | 6–4, 4–6, 6–3, 5–7, 6–4       |
| 1987 | Ivan Lendl            | Mats Wilander         | 6–7, 6–0, 7–6, 6–4            |
| 1986 | Ivan Lendl            | Miloslav Mečíř        | 6–4, 6–2, 6–0                 |
| 1985 | Ivan Lendl            | John McEnroe          | 7–6, 6–3, 6–4                 |
| 1984 | John McEnroe          | Ivan Lendl            | 6–3, 6–4, 6–1                 |
| 1983 | Jimmy Connors         | Ivan Lendl            | 6–3, 6–7, 7–5, 6–0            |
| 1982 | Jimmy Connors         | Ivan Lendl            | 6–3, 6–2, 4–6, 6–4            |
| 1981 | John McEnroe          | Björn Borg            | 4–6, 6–2, 6–4, 6–3            |
| 1980 | John McEnroe          | Björn Borg            | 7–6, 6–1, 6–7, 5–7, 6–4       |
| 1979 | John McEnroe          | Vitas Gerulaitis      | 7–5, 6–3, 6–3                 |
| 1978 | Jimmy Connors         | Björn Borg            | 6–4, 6–2, 6–2                 |

## 1975–1977 (Salakos borítás)
| Év   | Bajnok          | Ellenfél a döntőben | Döntő eredménye    |
| 1977 | Guillermo Vilas | Jimmy Connors       | 2–6, 6–3, 7–5, 6–0 |
| 1976 | Jimmy Connors   | Björn Borg          | 6–4, 3–6, 7–6, 6–4 |
| 1975 | Manuel Orantes  | Jimmy Connors       | 6–4, 6–3, 6–3      |

## 1881–1974 (Füves borítás)
| Év    | Bajnok             | Ellenfél a döntőben    | Döntő eredménye           |
| 1974  | Jimmy Connors      | Ken Rosewall           | 6–1, 6–0, 6–1             |
| 1973  | John Newcombe      | Jan Kodeš              | 6–4, 1–6, 4–6, 6–2, 6–2   |
| 1972  | Ilie Năstase       | Arthur Ashe            | 3–6, 6–3, 6–7, 6–4, 6–3   |
| 1971  | Stan Smith         | Jan Kodeš              | 3–6, 6–3, 6–2, 7–6        |
| 1970  | Ken Rosewall       | Tony Roche             | 2–6, 6–4, 7–6, 6–3        |
| 1969  | Rod Laver          | Tony Roche             | 7–9, 6–1, 6–2, 6–2        |
| ↑1968 | Arthur Ashe        | Tom Okker              | 14–12, 5–7, 6–3, 3–6, 6–3 |
| 1967  | John Newcombe      | Clark Graebner         | 6–4, 6–4, 8–6             |
| 1966  | Fred Stolle        | John Newcombe          | 4–6, 12–10, 6–3, 6–4      |
| 1965  | Manuel Santana     | Cliff Drysdale         | 6–2, 7–9, 7–5, 6–1        |
| 1964  | Roy Emerson        | Fred Stolle            | 6–4, 6–2, 6–4             |
| 1963  | Rafael Osuna       | Frank Froehling        | 7–5 6–4 6–2               |
| 1962  | Rod Laver          | Roy Emerson            | 6–2, 6–4, 5–7, 6–4        |
| 1961  | Roy Emerson        | Rod Laver              | 7–5, 6–3, 6–2             |
| 1960  | Neale Fraser       | Rod Laver              | 6–4, 6–4, 9–7             |
| 1959  | Neale Fraser       | Alex Olmedo            | 6–3, 5–7, 6–2, 6–4        |
| 1958  | Ashley Cooper      | Malcolm Anderson       | 6–2, 3–6, 4–6, 10–8, 8–6  |
| 1957  | Malcolm Anderson   | Ashley Cooper          | 10–8, 7–5, 6–4            |
| 1956  | Ken Rosewall       | Lew Hoad               | 4–6, 6–2, 6–3, 6–3        |
| 1955  | Tony Trabert       | Ken Rosewall           | 9–7, 6–3, 6–3             |
| 1954  | Vic Seixas         | Rex Hartwig            | 3–6, 6–2, 6–4, 6–4        |
| 1953  | Tony Trabert       | Vic Seixas             | 6–3, 6–2, 6–3             |
| 1952  | Frank Sedgman      | Gardnar Mulloy         | 6–1, 6–2, 6–3             |
| 1951  | Frank Sedgman      | Vic Seixas             | 6–4, 6–1, 6–1             |
| 1950  | Art Larsen         | Herb Flam              | 6–3, 4–6, 5–7, 6–4, 6–3   |
| 1949  | Pancho Gonzales    | Ted Schroeder          | 16–18, 2–6, 6–1, 6–2, 6–4 |
| 1948  | Pancho Gonzales    | Eric W. Sturgess       | 6–2, 6–3, 14–12           |
| 1947  | Jack Kramer        | Frank Parker           | 4–6, 2–6, 6–1, 6–0, 6–3   |
| 1946  | Jack Kramer        | Tom Brown Jr.          | 9–7, 6–3, 6–0             |
| 1945  | Frank Parker       | William Talbert        | 14–12, 6–1, 6–2           |
| 1944  | Frank Parker       | William Talbert        | 6–4, 3–6, 6–3, 6–3        |
| 1943  | Lt. Joseph R. Hunt | Jack Kramer            | 6–3, 6–8, 10–8, 6–0       |
| 1942  | Ted Schroeder      | Frank Parker           | 8–6, 7–5, 3–6, 4–6, 6–2   |
| 1941  | Bobby Riggs        | Frank Kovacs           | 5–7, 6–1, 6–3, 6–3        |
| 1940  | Donald McNeill     | Bobby Riggs            | 4–6, 6–8, 6–3, 6–3, 7–5   |
| 1939  | Bobby Riggs        | Welby van Horn         | 6–4, 6–2, 6–4             |
| 1938  | Don Budge          | Gene Mako              | 6–3 6–8 6–2 6–1           |
| 1937  | Don Budge          | Gottfried von Cramm    | 6–1, 7–9, 6–1, 3–6, 6–1   |
| 1936  | Fred Perry         | Don Budge              | 2–6, 6–2, 8–6, 1–6, 10–8  |
| 1935  | Wilmer Allison     | Sidney Wood            | 6–2, 6–2, 6–3             |
| 1934  | Fred Perry         | Wilmer Allison         | 6–4, 6–3, 1–6, 8–6        |
| 1933  | Fred Perry         | Jack Crawford          | 6–3, 11–13, 4–6, 6–0, 6–1 |
| 1932  | Ellsworth Vines    | Henri Cochet           | 6–4, 6–4, 6–4             |
| 1931  | Ellsworth Vines    | George Lott            | 7–9, 6–3, 9–7, 7–5        |
| 1930  | John Doeg          | Frank Shields          | 10–8, 1–6, 6–4, 1–6, 6–4  |
| 1929  | Bill Tilden        | Francis Hunter         | 3–6, 6–3, 4–6, 6–2, 6–4   |
| 1928  | Henri Cochet       | Francis Hunter         | 4–6, 6–4, 3–6, 7–5, 6–3   |
| 1927  | René Lacoste       | Bill Tilden            | 11–9, 6–3, 11–9           |
| 1926  | René Lacoste       | Jean Borotra           | 6–4, 6–0, 6–4             |
| 1925  | Bill Tilden        | Bill Johnston          | 4–6, 11–9, 6–3, 4–6, 6–3  |
| 1924  | Bill Tilden        | Bill Johnston          | 6–1, 9–7, 6–2             |
| 1923  | Bill Tilden        | Bill Johnston          | 6–4, 6–1, 6–4             |
| 1922  | Bill Tilden        | Bill Johnston          | 4–6, 3–6, 6–2, 6–3, 6–4   |
| 1921  | Bill Tilden        | Wallace F. Johnson     | 6–1, 6–3, 6–1             |
| 1920  | Bill Tilden        | Bill Johnston          | 6–1, 1–6, 7–5, 5–7, 6–3   |
| 1919  | Bill Johnston      | Bill Tilden            | 6–4, 6–4, 6–3             |
| 1918  | Lindley Murray     | Bill Tilden            | 6–3, 6–1, 7–5             |
| 1917  | Lindley Murray     | Nathaniel W. Niles     | 5–7, 8–6, 6–3, 6–3        |
| 1916  | R. Norris Williams | Bill Johnston          | 4–6, 6–4, 0–6, 6–2, 6–4   |
| 1915  | William Johnston   | Maurice McLoughlin     | 1–6, 6–0, 7–5, 10–8       |
| 1914  | R. Norris Williams | Maurice McLoughlin     | 6–3, 8–6, 10–8            |
| 1913  | Maurice McLoughlin | R. Norris Williams     | 6–4, 5–7, 6–3, 6–1        |
| 1912  | Maurice McLoughlin | Wallace F. Johnson     | 3–6, 2–6, 6–2, 6–4, 6–2   |
| 1911  | William Larned     | Maurice McLoughlin     | 6–4, 6–4, 6–2             |
| 1910  | William Larned     | Thomas C. Bundy        | 6–1, 5–7, 6–0, 6–8, 6–1   |
| 1909  | William Larned     | William Clothier       | 6–1 6–2 5–7 1–6 6–1       |
| 1908  | William Larned     | Beals Wright           | 6–1, 6–2, 8–6             |
| 1907  | William Larned     | Robert LeRoy           | 6–2, 6–2, 6–4             |
| 1906  | William Clothier   | Beals Wright           | 6–3, 6–0, 6–4             |
| 1905  | Beals Wright       | Holcombe Ward          | 6–2, 6–1, 11–9            |
| 1904  | Holcombe Ward      | William Clothier       | 10–8, 6–4, 9–7            |
| 1903  | Lawrence Doherty   | William Larned         | 6–0, 6–3, 10–8            |
| 1902  | William Larned     | Reginald Doherty       | 4–6, 6–2, 6–4, 8–6        |
| 1901  | William Larned     | Beals Wright           | 6–2, 6–8, 6–4, 6–4        |
| 1900  | Malcolm Whitman    | William Larned         | 6–4, 1–6, 6–2, 6–2        |
| 1899  | Malcolm Whitman    | J. Parmly Paret        | 6–1, 6–2, 3–6, 7–5        |
| 1898  | Malcolm Whitman    | Dwight F. Davis        | 3–6, 6–2, 6–2, 6–1        |
| 1897  | Robert Wrenn       | Wilberforce Eaves      | 4–6, 8–6, 6–3, 2–6, 6–2   |
| 1896  | Robert Wrenn       | Fred Hovey             | 7–5, 3–6, 6–0, 1–6, 6–1   |
| 1895  | Fred Hovey         | Robert Wrenn           | 6–3, 6–2, 6–4             |
| 1894  | Robert Wrenn       | Manliff Goodbody       | 6–8, 6–1, 6–4, 6–4        |
| 1893  | Robert Wrenn       | Fred Hovey             | 6–4, 3–6, 6–4, 6–4        |
| 1892  | Oliver Campbell    | Fred Hovey             | 7–5, 3–6, 6–3, 7–5        |
| 1891  | Oliver Campbell    | Clarence Hobart        | 2–6, 7–5, 7–9, 6–1, 6–2   |
| 1890  | Oliver Campbell    | Henry Slocum           | 6–2, 4–6, 6–3, 6–1        |
| 1889  | Henry Slocum       | Quincy Shaw            | 6–3, 6–1, 4–6, 6–2        |
| 1888  | Henry Slocum       | Howard A. Taylor       | 6–4, 6–1, 6–0             |
| 1887  | Richard D. Sears   | Henry Slocum           | 6–1, 6–3, 6–2             |
| 1886  | Richard D. Sears   | R. Livingston Beeckman | 4–6, 6–1, 6–3, 6–4        |
| 1885  | Richard D. Sears   | Godfrey M. Brinley     | 6–3, 4–6, 6–0, 6–3        |
| 1884  | Richard D. Sears   | Howard A. Taylor       | 6–0, 1–6, 6–0, 6–2        |
| 1883  | Richard D. Sears   | James Dwight           | 6–2, 6–0, 9–7             |
| 1882  | Richard D. Sears   | Clarence M. Clark      | 6–1, 6–4, 6–0             |
| 1881  | Richard D. Sears   | William E. Glyn        | 6–0, 6–3, 6–2             |

↑ az open era kezdete

## Győzelmek

### Nemzetek szerint
| Bajnok                     | Bajnok | Döntős                     | Döntős |
| -------------------------- | ------ | -------------------------- | ------ |
| Amerikai Egyesült Államok  | 85     | Amerikai Egyesült Államok  | 87     |
| Ausztrália                 | 18     | Ausztrália                 | 16     |
| Spanyolország              | 7      | Csehország / Csehszlovákia | 8      |
| Svájc                      | 6      | Egyesült Királyság         | 6      |
| Egyesült Királyság         | 5      | Szerbia                    | 6      |
| Szerbia                    | 4      | Svédország                 | 5      |
| Franciaország              | 3      | Franciaország              | 3      |
| Csehország / Csehszlovákia | 3      | Németország                | 2      |
| Svédország                 | 3      | Spanyolország              | 2      |
| Argentína                  | 2      | Svájc                      | 2      |
| Oroszország                | 2      | Oroszország                | 2      |
| Mexikó                     | 1      | Dél-afrikai Köztársaság    | 1      |
| Németország                | 1      | Hollandia                  | 1      |
| Románia                    | 1      | Japán                      | 1      |
| Horvátország               | 1      | Argentína                  | 1      |
| Ausztria                   | 1      | Norvégia                   | 1      |
| Olaszország                | 1      |                            |        |